# Holy War (videojuego)
Holy War es un videojuego de la compañía GameArt Studio GmbH que simula la Edad Media, específicamente la época de las cruzadas, en este juego de navegador a la hora de registrarte debes elegir entre 3 confesiones distintas, cristiano, sarraceno, o pagano, siendo este último neutral y el perfecto para tomar el rol de mercenario al mejor postor.
Actualmente podemos encontrarnos con 10 servidores (llamados por la administración mundos) en español. En cada uno de estos mundos podemos encontrarnos con 3 armas únicas una por confesión y repartidas al inicio al azar. Holy War dispone a su vez de un sistema de ventajas mediante la compra de los llamados tickets premium, estos tickets solo pueden ser usados en su mundo(servidor) de compra, pero pueden ser intercambiados por los jugadores antes de usarlos, este hecho ha creado un mercado especial dentro del juego consistente en la venta de tickets por algunos jugadores, hacia otros para obtener un beneficio in game en forma del dinero del juego, para aumentar sus habilidades ( comúnmente llamado por los jugadores doparse) o para comprar equipo de batalla (armas, armaduras, caballo...) a pesar de que su auténtico uso sirve para canjeo por dinero del juego, 1 mes de estatus premium (lo que da ventajas como saqueos de 120 minutos frente a los 60 gratuitos, reducción de la espera tras batalla, armas especiales...), el cambio de confesión, y el cambio de nombre de usuario.